# Kilskebæk
Kilskebæk (dansk) eller Kirsebek (tysk) er et mindre vandløb ved Kappel (Slis Herred) i Sydslesvig i den nordtyske delstat Slesvig-Holsten. Bækken udspringer et sted ved Røst gods i det sydøstlige Angel, løber gennem Melby og Kappel, inden den efter 2,5 km ved byens forhenværende teglgård munder ud i Slien. Bækken er til dels rørlagt.
Bækknavnet er nævnt 1770 som Kielbeck, 1797 som Killschebeck. Forleddet er enten subst. kile eller subst. kedel-ske (også kelske≈køkkenredskab, der bar kedler, gryder i et åbent ildsted), senere optaget som Kirsebek, Kirsebæk (sml. kirsebær).